# Livius

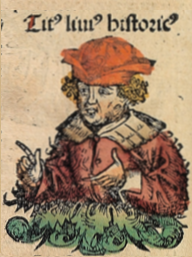
Titus Livius (Schedelova kronika, 1493)

Titus Livius, podle svého rodiště také Patavinus (59 př. n. l., Patavie, nyní Padova – 17 tamt.) byl římský spisovatel a historik, autor monumentálních dějin Říma Ab urbe condita.

## Život
O Liviovi je známo velmi málo, hlavním pramenem je biskup Eusebius a jeho Chronicon. Pocházel z bohaté a pravděpodobně významné rodiny, takže byl finančně nezávislý. Vzdělání získal v Patavii a na své rodiště byl do smrti velmi hrdý. Tamní občané získali římské občanství až v roce 48 př. n. l. a zůstali dlouho věrni Pompeiovi a republice a nepodporovali Caesara. Občanská válka v letech 49 až 45 př. n. l. možná způsobila, že Livius neabsolvoval studijní pobyt v Řecku, což bylo u mladých vzdělaných mužů v té době obvyklé. Ve věku 28 let a patrně už po občanské válce odešel do Říma, kde se věnoval literatuře, historii a filosofii.
Pobýval v domě Maecenatově, kde se patrně také spřátelil s Gaiem Octaviem, pozdějším císařem Augustem. Svým dílem se významně podílel na jeho programu upevnění říše obnovou starých římských ctností, podobně jako další autoři tak zvaného „zlatého věku římské literatury“ (Vergilius, Ovidius, Horatius aj.), a byl také učitelem pozdějšího císaře Claudia. Livius nebyl voják a patrně nezastával žádný veřejný úřad, čímž se lišil od starších římských historiků, a věnoval se pouze studiu a psaní. Psal filosofické dialogy i rétorické texty, které se však nezachovaly. Pobýval patrně střídavě v Římě a v Padově, kde také zemřel.

## Historik
Osobní přátelství s Augustem a s císařskou rodinou umožnilo Liviovi dobrý přístup do knihoven a archívů, takže mohl zpracovat velké množství pramenných informací. Své zdroje často cituje a pokud se rozcházejí, uvádí i protichůdná mínění, což dává jeho dílu velikou cenu. Ačkoli je často ke svým pramenům, zejména k pověstem a bájím, poměrně kritický, přece jeho záměr nebyl pouze historiografický v moderním slova smyslu, nýbrž literární a vzdělávací, možná dokonce politický. Šlo mu o pozvednutí říše a národa, o nápravu mravních poměrů a o posílení římského sebevědomí, a to právě líčením velkých postav a historických úspěchů římského národa. K tomu slouží i velmi elegantní styl vyprávění, často prokládaného rozhovory a jednotlivými výroky, o jejichž autentičnosti moderní historikové pochybují. Jeho dílo také obsahuje řadu chyb a nedorozumění, i když poslední archeologické nálezy řadu jeho tvrzení o počátcích města a římské společnosti nepřímo potvrzují.
Livius měl dobré styky s Augustem a celou císařskou rodinou, nicméně jeho kritika současných poměrů, líčení starých ctností a hrdinství i spíše republikánská tradice jeho rodného města by mohly svědčit o tom, že byl příznivcem republiky. Bohužel knihy, věnované období občanské války a počátkům císařství, se nezachovaly, takže tuto otázku nelze jednoznačně zodpovědět.

## Ab Urbe condita
Jediné Liviovo částečně zachované dílo, monumentální Dějiny od založení Města („Ab Urbe condita libri CXLII“), jsou jeho celoživotním dílem, které začal psát někdy kolem roku 27 př. n. l. a do konce života pravděpodobně nedokončil. Tvořilo je 142 „knih“ tj. patrně svitků, které pokrývaly dějiny Říma od jeho legendárního založení (podle tradice roku 753 př. n. l.) až do smrti Drusa roku 9 př. n. l. Je velmi pravděpodobné, že je chtěl dovést až do smrti svého příznivce císaře Augusta roku 14 n. l. Dílo, z něhož se zachovala asi čtvrtina, postupuje analisticky, v časovém pořadí, a je komponováno po skupinách pěti, deseti nebo patnácti „knih“, snad jak Livius své dílo postupně publikoval.
Ve srovnání s Caesarem nebo Ciceronem je Liviův styl poetický až archaický. Často psal z perspektivy nepřátel Říma, aby zvýraznil římské ctnosti při dobývání Itálie a Středozemí. Nutno říci, že v jeho poetickém podání a v zájmu jednak čtivosti, jednak přesvědčivosti se často stírá rozdíl mezi fakty a fikcí. Často využíval předchozích autorů, protože doufal, že morální poučení z minulosti poslouží římské společnosti jeho dní. Současní autoři mu však neupírají snahu o historickou správnost a poctivost.

### Text

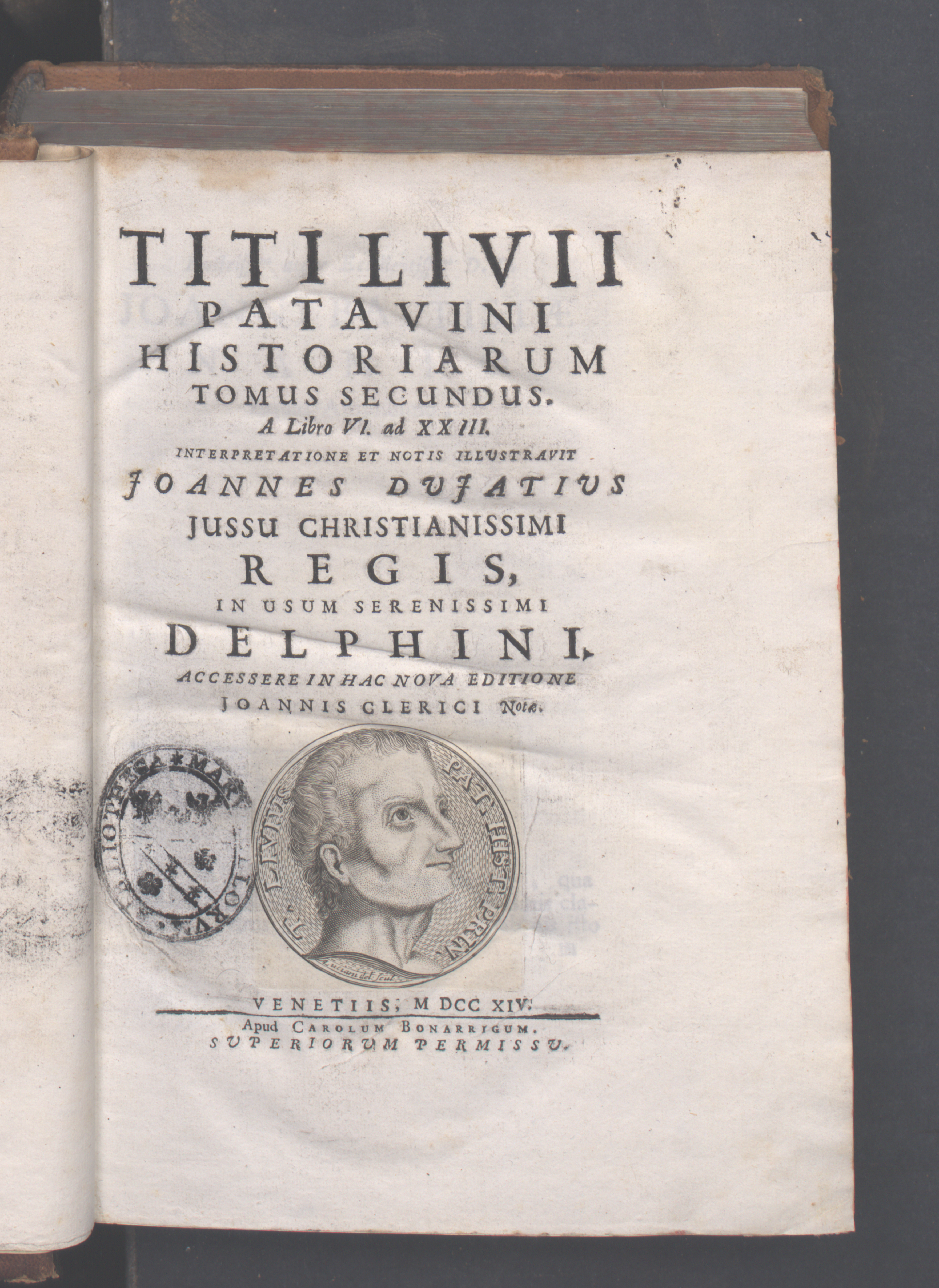
Ab Urbe condita, 1714

Nejstarší zachované rukopisy pocházejí z 10. století a vesměs vycházejí z kritické redakce (emendace), kterou koncem 4. století pořídil Nicomachus Flavianus a jeho syn z pověření konsula Symmacha.
Z praktických důvodů se knihy často řadí do „dekád“, z nichž se zachovaly:
- první dekáda, knihy 1 až 10, které končí rokem 321 př. n. l.
- třetí dekáda, knihy 21 až 30, líčící války s Hannibalem
- čtvrtá dekáda, knihy 31 až 40, které začínají druhou punskou válkou
- část páté dekády, knihy 41 až 45 s velkými mezerami, která končí rokem 167 př. n. l.

Zlomek 91. knihy o rozsahu asi 1000 slov byl objeven na palimpsestu ve Vatikánské knihovně v roce 1772. Několik zlomků na papyru bylo nalezeno v Egyptě od roku 1900, posledním objevem je cca 40 slov z knihy 11, která byla nalezena v 80. letech.

## Vliv
Liviovy Dějiny měly veliký úspěch a zcela zastínily všechny předchůdce. Staly se autoritou a vzorem pro řadu dalších historiků. Byly ale tak rozsáhlé, že už ve starověku vznikaly zkrácené verze (epitomé), jaká se zachovala pro Knihu I, ale ještě dál do stručných přehledů a obsahů (perioché). Zkrácená verze knih 37-40 a 48-55 byla nalezena v Oxyrhynchu. Tudíž existuje alespoň seznam toho, co obsahují Liviovy ztracené knihy, bohužel už nevíme, co si o tom Livius myslel.
Mnoho římských autorů využilo Livia, včetně Aurelia Victora, Cassiodora, Eutropia, Festa, Flora, Grania Liciniana a Orosia. Julius Obsequens využil Livia, nebo zdroj, který měl přístup k Liviovi, při psaní svého díla De Prodigiis, výčet nadpřirozených událostí v Římě, od konzulátu Scipiona a Laelia až do konzulátu Paula Fabia a Quinta Aelia.
Zájem o Liviovy Dějiny se významně oživil v pozdním středověku, cituje ho Dante Alighieri a Petrarca i papež Mikuláš V., kteří sbírali staré rukopisy. Lorenzo Valla publikoval emendované vydání textu a Machiavelliho Discorsi - první moderní teorie státu - se opírají o první desítku Liviových Dějin. Kniha se pak stala součástí klasického vzdělání a až do počátku 20. století ji četli všichni gymnazisté.